# Amorica
Albums de The Black Crowes
The Southern Harmony and Musical Companion
(1992) Three Snakes and One Charm
(1996)
Singles
1. A Conspiracy
Sortie : octobre 1994
2. High Head Blues
Sortie : janvier 1995
3. Wiser Time
Sortie : Mai 1995

Amorica est le troisième album studio du groupe de rock américain, The Black Crowes. Il est sorti le 1er novembre 1994 sur le label Def American Recordings et a été produit par le groupe et Jack Joseph Puig.

## Historique
En novembre 1993, les Black Crowes entrent dans les studio Convay à Hollywood pour enregistrer leur troisième album. Les sessions dureront jusqu'en février 1994, mais les frères Robinson ne sont pas satisfait du résultat et l'album qui devait se nommer "Tall" ne sortira pas. Après avoir écrit de nouvelles chansons, le groupe retournera en studio, les Sound City Studios de Los Angeles cette fois-ci, en mai/juin 1994 pour finaliser ce qui deviendra leur troisième album. Quelques chansons prévues pour "Tall" seront retravaillées et mélangées aux nouvelles et le titre de l'album changea en Amorica.
Le groupe choisira Jack Joseph Puig comme producteur, celui-ci donnera à l'album un son moins léché que ses deux prédécesseurs. Aucun hit ne se dégagera de l'album, et les trois singles ne se classeront pas au Hot 100, néanmoins pour le critique musical du site AllMusic, Stephen Thomas Erlewine, le groupe a écrit là ses meilleures chansons.
L'album se classa à la 11e place du Billboard 200 aux États-Unis et sera certifié disque d'or.
La pochette fera l'objet d'une polémique, on y voit un slip aux couleurs du drapeau américain d'où dépassent des poils pubiens. Il s'agit d'une couverture du magazine pornographique américain, Hustler datant de juillet 1976, mais des grandes chaines de supermarchés américains comme Walmart ou Kmart refusèrent de vendre l'album sous cette pochette. Il existe donc une version de la pochette qui représente uniquement le triangle du slip américain sur fond noir.

## Liste des pistes
- Tous les titres sont signés par Chris Robinson et Rich Robinson

| No  | Titre                   | Durée |
| --- | ----------------------- | ----- |
| 1.  | Gone                    | 5:08  |
| 2.  | A Conspiracy            | 4:45  |
| 3.  | High Head Blues         | 4:00  |
| 4.  | Cursed Diamond          | 5:56  |
| 5.  | Nonfiction              | 4:15  |
| 6.  | She Gave Good Sunflower | 5:49  |
| 7.  | P.25 London             | 3:36  |
| 8.  | Ballad In Urgency       | 5:39  |
| 9.  | Wiser Time              | 5:32  |
| 10. | Downtown Money Waster   | 3:40  |
| 11. | Descending              | 5:39  |

### Titres bonus
- "Song of the Flesh (Bonus Track UK 1998)" – 3:45
- "Sunday Night Buttermilk Waltz (Bonus Track  UK 1998)" – 2:46
- "Tied Up and Swallowed (Bonus Track US 1994 )" - 4:16

## Musiciens
- Chris Robinson: chant, harmonica
- Rich Robinson: guitares, chœurs
- Marc Ford: guitares
- Steve Gorman: batterie, percussions
- Johnny Colt: basse
- Eddie Harsch: claviers

avec
- Jimmy "Two fingers" Ashurst: mandoline
- Eric Bobo: percussions
- Bruce Kaphan: pedal steel
- Andy Sturmer: percussions

## Charts et certifications
| Pays             | Durée du classement | Meilleur classement |
| ---------------- | ------------------- | ------------------- |
| Allemagne        | 10 semaines         | 40e                 |
| Australie        | 9 semaines          | 11e                 |
| Canada           | 15 semaines         | 13e                 |
| États-Unis       | 18 semaines         | 11e                 |
| France           | 1 semaine           | 39e                 |
| Nouvelle-Zélande | 3 semaines          | 39e                 |
| Pays-Bas         | 14 semaines         | 17e                 |
| Royaume-Uni      | 7 semaines          | 8e                  |
| Suède            | 4 semaines          | 25e                 |
| Suisse           | 5 semaines          | 35e                 |

| Pays        | Certification | Ventes    | Date       |
| ----------- | ------------- | --------- | ---------- |
| États-Unis  | Or            | 500 000 + | 05/01/1995 |
| Royaume-Uni | Argent        | 60 000 +  | 01/11/1994 |

### Charts singles
| Date | Single          | Chart                  | Durée du classement | Position |
| ---- | --------------- | ---------------------- | ------------------- | -------- |
| 1994 | A Conspiracy    | Mainstream Rock Tracks | 13 semaines         | 5e       |
| 1995 | High Head Blues | Mainstream Rock Tracks | 12 semaines         | 8e       |
| 1995 | High Head Blues | UK Singles Chart       | 2 semaines          | 25e      |
| 1995 | Wiser Time      | Mainstream Rock Tracks | 16 semaines         | 7e       |
| 1995 | Wiser Time      | RPM Top Singles        | 10 semaines         | 15e      |
| 1995 | Wiser Time      | UK Singles Chart       | 2 semaines          | 34e      |